# Lahu (peuple)
Pour les articles homonymes, voir Lahu.

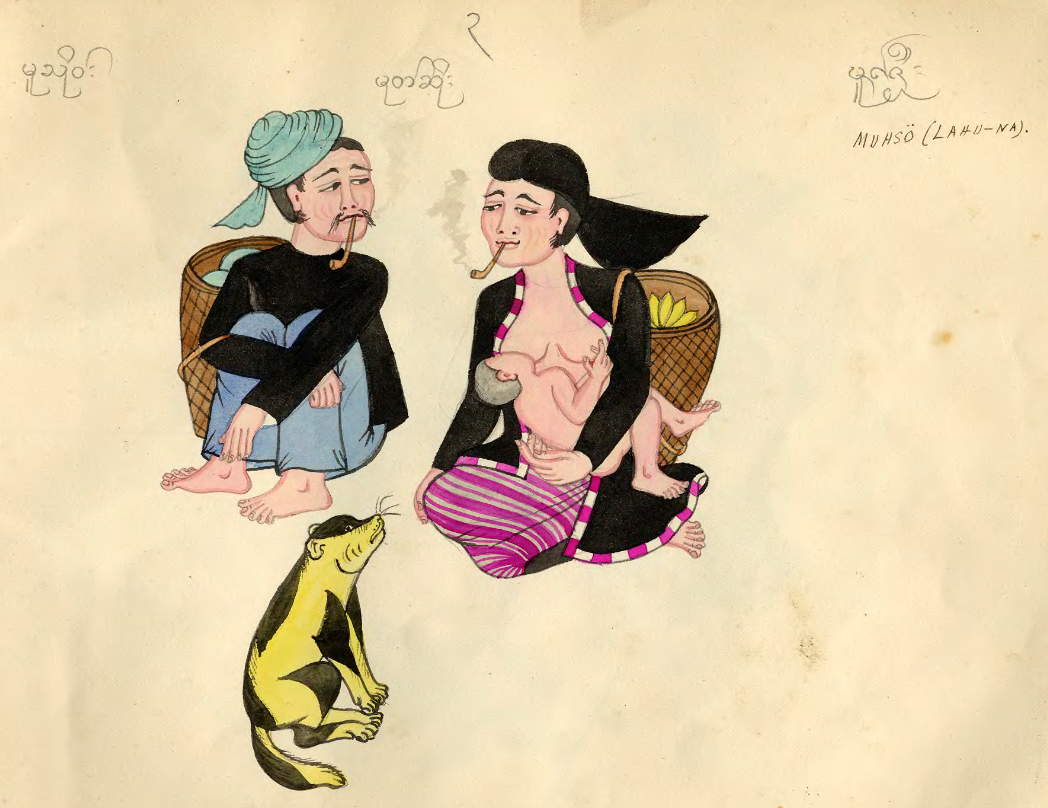
Famille Lahu, illustration d'un manuscrit birman, vers 1900

Les Lahu (Chinois : 拉祜族 Lāhùzú ; ou : Ladhulsi ou Kawzhawd) sont un groupe ethnique. Ils constituent l'un des 56 groupes ethniques officiellement reconnus par la république populaire de Chine, où ils vivent dans la province du Yunnan. Ils étaient environ 450 000 à la fin du XXe siècle.
D’autres populations Lahu vivent au Laos, en Birmanie et au Viêt Nam. Il y a environ 80 000 Lahu en Thaïlande, une parmi les vingt ethnies des montagnes.
Leur langue est très proche des langues yi de la famille des langues tibéto-birmanes. Elle est écrite avec l’alphabet latin.